# Al-Hurra
Al-Hurra (la libre en arabe) est une chaîne de télévision en arabe financée par les États-Unis qui a été créée pour étendre leur influence dans le monde arabe et réduire celle des chaînes Al Jazeera et Al-Arabiya. Elle a commencé à émettre le 14 février 2004.
Al-Hurra est financée par le Congrès américain et placée sous l'autorité de la U.S. Agency for Global Media (ancienne nommée Broadcasting Board of Governors), qui supervise également des médias tels que Radio Free Europe / Radio Liberty ou Voice of America.
C'est Al-Hurra qui annonça en premier la mort de Saddam Hussein le 30 décembre 2006.